# Saint-Thomas-Didyme
Saint-Thomas-Didyme es un municipio canadiense situado en la provincia de Quebec.

## Superficie
Saint-Thomas-Didyme tiene una superficie de 703,25 km².

## Demografía
En 2021, tenía 703 habitantes, una densidad poblacional de 2,1 hab./km², y 518 viviendas.